# Theodoros Kantakuzenos
Theodoros Kantakuzenos (mittelgriechisch Θεόδωρος ὁ Καντακουζηνός; † 1184 in Nikaia) war ein byzantinischer Rebell gegen Kaiser Andronikos I.

## Leben
Theodoros Kantakuzenos war ein frühes Mitglied der Familie Kantakuzenos, die im 14. Jahrhundert mehrere Kaiser und Despoten stellte. Seine Eltern sind nicht bekannt; der 1183 von Andronikos I. geblendete und nach dessen Sturz im Herbst 1185 von Isaak II. zum Kaisar erhobene Johannes Kantakuzenos war möglicherweise sein Bruder.
Im Frühjahr 1182 beseitigte Andronikos Komnenos in Konstantinopel die lateinerfreundliche Regentschaft der Witwe Kaiser Manuels I., Maria von Antiochia, und des Protosebastos Alexios Komnenos, und übernahm selbst die Regierungsgewalt. Im folgenden Jahr ließ er den jungen Thronfolger und nominellen Kaiser Alexios II. umbringen und schwang sich nun auch de iure zum Alleinherrscher auf.
Andronikos’ gewaltsames Vorgehen gegen die führenden Aristokratenfamilien provozierte eine Serie von Aufständen ranghoher Militärs, die noch unter Manuel I. Karriere gemacht hatten. Zu ihnen gehörte auch Theodoros Kantakuzenos, der nach den gescheiterten Rebellionen des Johannes Komnenos Batatzes und des Andronikos Lampardas zusammen mit Isaak Angelos in Nikaia mit Unterstützung türkischer Hilfstruppen den Widerstand gegen den tyrannischen Herrscher konzentrierte, während Isaaks Bruder Theodoros Angelos das benachbarte Prusa hielt.
Im Frühjahr 1184 zog Andronikos I. mit einer großen Streitmacht gegen die bithynischen Rebellenhochburgen. Zuerst eröffnete er gegen Nikaia eine mehrwöchige Belagerung, in deren Verlauf unter anderem Isaaks betagte Mutter als lebende Zielscheibe missbraucht wurde, um die Rebellen einzuschüchtern. Der zeitgenössische Geschichtsschreiber Niketas Choniates würdigte Theodoros Kantakuzenos als die „Seele der Verteidigung der Stadt“, während Isaak sich angeblich mit der Zuschauerrolle begnügte.
Bei einem Versuch, die Belagerung durch einen Ausfall zu durchbrechen, fiel Theodoros Kantakuzenos im Kampf. Isaak Angelos ergab sich daraufhin und wurde von Andronikos I. begnadigt, während zahlreiche Bewohner der Stadt massakriert wurden. Anschließend eroberte der Kaiser auch Prusa; der Rebellenführer Theodoros Angelos wurde zur Strafe geblendet. Den Triumph im Bürgerkrieg ließ Andronikos I. in der Hauptstadt mit pompösen Zirkusspielen feiern.